# Summer World University Games 2025/Beachvolleyball
Bei den Summer World University Games 2025 wurden im Sportpark Duisburg 2 Turniere im Beachvolleyball ausgetragen.

## Bilanz

### Medaillenspiegel
| Platz  | Land               | 00 | 00 | 00 | Gesamt |
| ------ | ------------------ | -- | -- | -- | ------ |
| 1      | Deutschland        | 1  | –  | –  | 1      |
| 1      | Schweiz            | 1  | –  | –  | 1      |
| 3      | Niederlande        | –  | 2  | –  | 2      |
| 4      | Frankreich         | –  | –  | 1  | 1      |
| 4      | Vereinigte Staaten | –  | –  | 1  | 1      |
| Gesamt | Gesamt             | 2  | 2  | 2  | 6      |

### Medaillengewinner
| Disziplin | Gold                                       | Silber                                    | Bronze                                        |
| --------- | ------------------------------------------ | ----------------------------------------- | --------------------------------------------- |
| Männer    | Maximilian Just / Philipp Huster (GER)     | Quinten Groenewold / Tom Sonneville (NED) | Elouan Chouikh-Barbez / Joadel Gardoque (FRA) |
| Frauen    | Menia Bentele / Annique Niederhauser (SUI) | Nigella Negenman / Floor Hogenhout (NED)  | Alexis Durish / Audrey Koenig (USA)           |